# Bell Nuntita
Bell Nuntita (เบลล์ นันทิตา; Khorat, 20 de diciembre de 1983) es una cantante, actriz, locutora de radio y DJ tailandesa.
Nuntita participó de un programa de TV llamado Venus Flytrap Search For the Missing Puzzle en 2007. Como una de los doce concursantes, Nuntita y otro concursante llamado Mew ganharam, formaron parte del grupo Kathoey Venus Flytrap.
Se volvió popular después de una actuación durante a su audición en Thailand's Got Talent y se convirtió en un hit de YouTube cuando al principio, cantaba como una chica y después asombró al público al cambiar su voz por la de un chico.
También formó parte del grupo tailandés Venus Flytrap (en Tailandés: วีนัส ฟลายแทร็บ).

## Vida personal
Aunque la transexualidad es algo más común en Tailandia que en otros países, la vida de  Nuntita  no era precisamente fácil. En una entrevista a un programa de televisión, dijo que era muy difícil que su familia asumiera su sexualidad. Ella era la única "hombre" hijo  de padre militar, se enfrentó a muchos retos para ser aceptada; odiada por el padre porque él no lo entendía, hoy en día, todo se ha superado y se siente orgulloso de su hija.

## Thailand's Got Talent
Nuntita fue persuadida para una audición de  Got Talent de Tailandia por Anucha "Chi" Lanprasert, un cazatalentos. Con la idea de sorprender al público, en cantar primero con una voz femenina antes de cambiar a un auditiva barítono masculino. En un episodio de abril del espectáculo, los jueces eligieron a Nuntita para ser uno de los 48 semifinalistas. A pesar de que no había recibido la mayoría de votos en la ronda semifinal, Nuntita quedó en segundo lugar, y era, por tanto sujeto, a que tres jueces determinan los votos. Entró en la ronda final después de recibir útiles "Sí" a dos de los tres jueces. Su primera canción remezclada en la demostración de la etapa de audiencia fue una combinación de "Yahk Roo Tae Mai Yahk Taam" por Calorías Blah Blah y luz "Unlovable", dos canciones tailandesas populares. La canción de tres minutos fue la elección de  Nuntita 'canción estilo', la mezcla de diferentes géneros y pistas vocales. Después de video de audición  Nuntita  apareció en YouTube y otros sitios, el video rápidamente se volvió viral. A veces apodado como la versión de Tailandia de la cantante escocesa Susan Boyle
Aprareció en varios  talk shows  Thailandeses y tenía muchas actuaciones televisadas a nivel nacional. Ha aparecido en los programas de la madre y programas de televisión organizado por  Petchtai Wongkamlao  donde habló de su transición de género. Ella dijo que participó en el reclutamiento del ejército, pero nollamó al comité para unirse al ejército de Tailandia.  Nuninta 'también hizo las versiones completas de "Yahk Roo Tae Mai Yahk Taam" y "Unloveable" en un acto promocional de' 'Miss Universo Tiffany'  , Transexuales del concurso de belleza de Tailandia "(Concurso de belleza Transexual Tailandia) . Programas de televisión y otros medios de publicidad comúnmente entrevistados acerca de su reacción a la fama repentina. Bell también apareció en la portada de  Who Magazine semanal . En julio de 2011, se celebró un concierto para sus fanes en Singapur

## Discografía
| Año  | Título                                                 | Discográfica               |
| 2012 | Belle Nuntita (en tailandés: เบลล์ นันทิตา ชุด เบลล์ นันทิตา) | Sony BMG Thailand & iTunes |

| Año  | Título                                                              | Discográfica      |
| 2012 | Karaoke DVD: Bell Nuntita (en tailandés: คาราโอเกะ DVD: เบลล์ นันทิตา) | Sony BMG Thailand |

| Año  | Título                                     | Discográfica      |
| 2011 | Siang Tee Bplian (en tailandés: เสียงที่เปลี่ยน | Sony BMG Thailand |
| 2012 | Paradise                                   | Sony BMG Thailand |
| 2012 | Rak Khon Ror (en tailandés: รักคนรอ         | Sony BMG Thailand |

| Año  | Título                                                                   | Discográfica      |
| 2011 | It Gets Better OST : Mai Dai Kor Hai Maa Rak (en tailandés: ไม่ได้ขอให้มารัก | Sony BMG Thailand |

## Filmografía

### Películas
| Año  | Título                              | Personaje |
| 2011 | It Gets Better                      | Tonlew    |
| 2012 | Dark Flight 407                     |           |
| 2014 | Love is simple                      |           |
| 2015 | How to Win at Checkers (Every Time) |           |